# Doğanyol
Doğanyol là một huyện thuộc tỉnh Malatya, Thổ Nhĩ Kỳ. Huyện có diện tích 295 km² và dân số thời điểm năm 2007 là 5026 người, mật độ 17 người/km².